# 善感乡
善感乡，是中华人民共和国重庆市彭水苗族土家族自治县下辖的一个乡镇级行政单位。

## 行政区划
善感乡下辖以下地区：
农纲村、石盆村、水田村、桂花村和罗兴村。